# (61) Даная
(61) Даная (лат. Danae) — астероид главного пояса, который принадлежит к светлому спектральному классу S. Он был открыт 9 сентября 1860 года немецким астрономом Германом Гольдшмидтом с помощью 4-дюймового телескопа, расположенного на шестом этаже его квартиры в Латинском квартале Парижа, и назван в честь Данаи, матери Персея в греческой мифологии.

Орбита астероида Даная и его положение в Солнечной системе
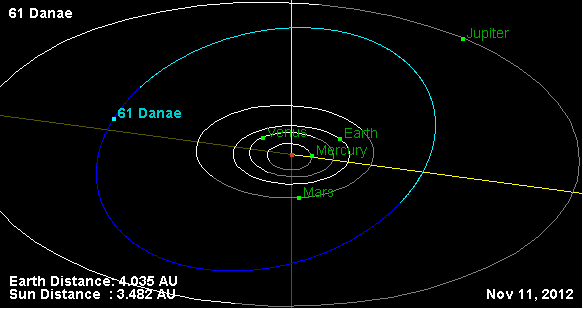
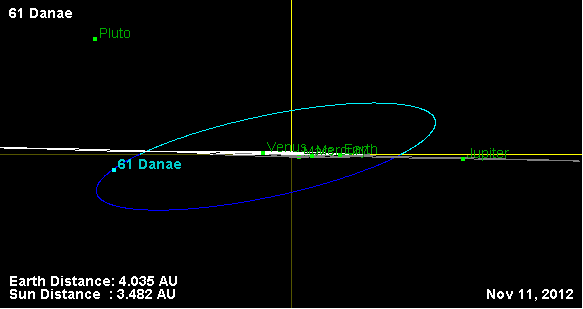

В 1985 году на основе данных, полученных из кривой блеска планеты, группа итальянских астрономов предположила наличие у неё спутника. По первоначальным расчётам его размеры должны были составлять 85 × 80 × 75 км. Но экспериментальным путём было установлено, что его размеры 55 х 30 х 30 км, а плотность близка к плотности Данаи. Его орбита располагается в 101 км от астероида.
Среднее ускорение свободного падения на экваторе Данаи оценивается в 1,26 см/сек², то есть гравитация здесь в 776 раз слабее, чем на Земле.
Даная является одним из последних астероидов, в официальном названии которого употребляются диакритические символы, которые присваивали только планетам и самым первым астероидам, в то время когда у астрономов ещё не было представления о действительном количестве астероидов между орбитами Марса и Юпитера. В астрологии значением символа астероида являются, такие понятия как заточение, монета. Данный знак символизирует заточение природы, связь с высшим, проникновение сквозь преграды.